# Dévanos
Dévanos (auch Debanos) ist ein Ort und gleichzeitig das Zentrum einer Gemeinde (municipio) mit nur noch 72 Einwohnern (Stand: 2024) in der spanischen Provinz Soria in der Autonomen Gemeinschaft Kastilien-León. Die Gemeinde gehört zum Bistum Osma-Soria.

## Lage
Ort und Gemeinde von Dévanos liegen am Río Añamaza, einem Nebenfluss des Ebro, in der kargen Berglandschaft im äußersten Nordosten der Provinz Soria nahe der Grenze zur Region La Rioja in einer Höhe von ca. 940 m. Die Provinzhauptstadt Soria befindet sich etwa 64 km (Fahrtstrecke) südwestlich; die sehenswerte Kleinstadt Ágreda liegt knapp 8 km südöstlich. Das Klima ist rau, manchmal auch gemäßigt bis warm; Regen (ca. 565 mm/Jahr) fällt übers Jahr verteilt.

## Bevölkerungsentwicklung
| Jahr      | 1857 | 1900 | 1950 | 2001 | 2010 |
| Einwohner | 401  | 416  | 427  | 129  | 103  |

Die Mechanisierung der Landwirtschaft und die zunehmende Trockenheit der Bergregion führte in der zweiten Hälfte des 20. Jahrhunderts zu einem Verlust an Arbeitsplätzen, was wiederum eine Landflucht auslöste.

## Wirtschaft
Dévanos liegt etwas abseits der ehemaligen und auch heute noch genutzten Straße zwischen Soria und Pamplona. Über die sonst übliche Selbstversorgungswirtschaft hinaus kamen folglich auch Waren und Gedanken in den Ort, in dem sich Händler, Handwerker und Dienstleister niederließen.

## Geschichte
Entlang des Río Añamaza finden sich keltiberische Spuren. Römer und Westgoten haben dagegen keine archäologisch verwertbaren Spuren hinterlassen; der Name des Ortes wurde jedoch in Tabanium latinisiert. Die Region wurde zu Beginn des 11. Jahrhunderts von König Alfons I. von Aragón aus den Händen der Mauren zurückerobert (reconquista); bei Dévanos gab es sogar eine mittelalterliche Burg (castillo). Vom 11. bis 13. Jahrhundert besiedelten Christen aus dem Norden aber auch aus dem Süden (Mozaraber) der Iberischen Halbinsel das Gebiet.

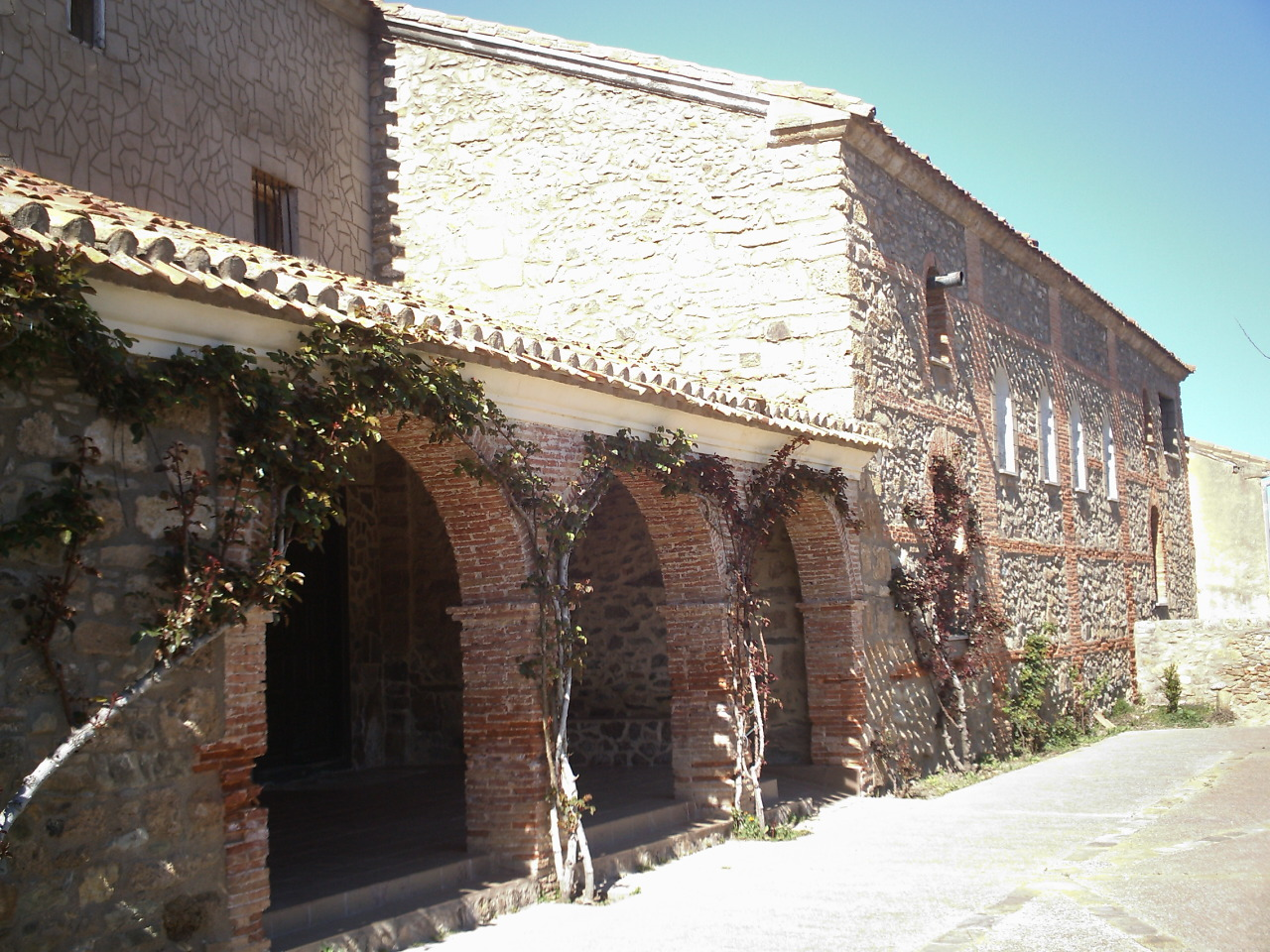
Iglesia de la Virgen

## Sehenswürdigkeiten
- Die im 16. Jahrhundert aus Bruch- und Ziegelsteinen erbaute Iglesia de la Virgen ist der Jungfrau Maria geweiht. Hübsch ist die Eingangsvorhalle auf der Südseite der von einem Glockengiebel (espadaña) überhöhten Kirche, die im Innern einen sehenswerten barocken Schnitzaltar birgt.
- Der Palacio de los Condes de Villarrea zeigt ein schönes Portal mit einem geschwungenen Kielbogen. Das Portal und das Fenster darüber werden jeweils von einem Alfiz gerahmt.

Umgebung
- Die Ermita de la Virgen del Castillejo wurde im Jahr 1922 etwas außerhalb des Dorfes in neogotischem Stil erbaut.
- Die zu Beginn des 20. Jahrhunderts erbaute Fabrica de Luz war ein Wasserkraftwerk am Río Añamaza.